# Nariné Abgarian
Nariné Abgarian (armeni: Նարինե Յուրիի Աբգարյան)  (Berd, 14 de gener de 1971) és una escriptora i bloguera. Es va traslladar a Moscou en 1994, però en 2020 va tornar a Armenia. Conserva la nacionalitat armènia, tot i que la seva llengua de treball és el rus.
La seva carrera literària s'origina amb el bloc Manynya, on publicava històries sobre la seva infància. Una editorial s’hi va fixar i li van proposar fer un llibre. El 2011, Abgaryan va ser nominada al Big Book i guardonada amb el Premi Literari Yasnaya Polyana, Rússia, el 2016. És l'autora, entre d'altres, de Manynya, I del cel van caure tres pomes i Simon. El 2020, The Guardian la va considerar una de les autores més brillants d'Europa.
La primera obra seva publicada al català és I del cel van caure tres pomes, amb traducció de Marta Nin, el 2021.

## Publicacions
- 2010 - Manynya (Манюня), Novel·la
- 2011 - Манюня пишет фантастичЫскЫй роман, Novel·la
- 2012 - Понаехавшая, Novel·la
- 2012 - Манюня, юбилей Ба и прочие треволнения, Novel·la
- 2012 - Семён Андреич. Летопись в каракулях. Relat curt
- 2014 - Люди, которые всегда со мной, Novel·la
- 2015 - С неба упали три яблока, Novel·la
- 2015 - Счастье Муры, Novel·la
- 2016 - Зулали, Recull de relats curts
- 2018 - Дальше жить, Recull de relats curts
- 2021 - Симон, Novel·la

## Publicacions en català
- 2021 - I del cel van caure tres pomes (С неба упали три яблока), Editorial Comanegra, traducció de Marta Nin.

- 2023 - El mar terra endins (Симон), Editorial Comanegra, traducció de Marta Nin.